# Alseda
Alseda (uttalas all-seda) är kyrkby i Alseda socken i Vetlanda kommun i Jönköpings län belägen cirka 12 kilometer från Vetlanda i Emådalen längs landsvägen mot Målilla. Vid småortsavgränsningen 1995 hade folkmängden ökat tillräckligt så att en småort kunde avgränsas inom området. Vid nästa avgränsning år 2000 hade folkmängden minskat igen och småorten upphörde.
Den 23 maj 1741 besöktes orten av Carl von Linné.